# Oxytropis roseiformis
Oxytropis roseiformis är en ärtväxtart som beskrevs av Boris Fedtjenko. Oxytropis roseiformis ingår i släktet klovedlar, och familjen ärtväxter. Inga underarter finns listade i Catalogue of Life.